# Gazania maritima
Gazania maritima là một loài thực vật có hoa trong họ Cúc. Loài này được Levyns mô tả khoa học đầu tiên năm 1942.